# Oluf van Steenwinckel
Oluf van Steenwinckel (død 18. juli 1659) var en dansk bygmester og ingeniør, hvis forældre sandsynligvis var Hans van Steenwinckel den yngre og Trine (Cathrine) Willum Hübbers datter.

## Virke
Han blev antagelig uddannet hos faren og var gennem farbroren Morten van Steenwinckel, knyttet til den udvalgte prins. Under Torstensonkrigen i 1644 sendte prinsen ham til Malmø for at udbedre fæstningsværkerne der. Her kom han i uheld til at slå en vognmand ihjel, men fik samme året sin fredløshed ophævet. Efter prinsens pludselige død flyttede Oluf med familie til København, hvor han fik skøde på en grund i Ny Kongensgade. Han havde ved flere lejligheder forgæves forsøgt at få udbetalt tilgodehavender for arbejdet i Malmø, og grunden var muligvis en slags kompensation for dette arbejde.
I 1651 blev han den første stadskonduktør i hovedstaden, men efter en strid med murerlauget, blev han allerede året efter fradømt embedet. Derefter fik han arbejde som kongelig bygmester ved fæstningerne i Skåne, men blev opsagt allerede i 1655 og afløst af Gottfried Hoffmann. I 1658 ved freden i Roskilde fik han til opgave at bringe kanoner og anden ammunition hjem fra den nylig afståede fæstning i Christianstad i Skåne.

### I krigstid på Kronborg
I august samme år blev han sendt til Kronborg slot for at medvirke til den noget forhastede beslutning om at forbedre fæstningsværkerne der efter Hoffmanns planer. Efter den svenske erobring 6. september 1658 arbejdede Oluf van Steenwinckel delvis under tvang for besættelsesmagten, men i sommeren 1659 deltog han, mod betaling, i et mislykket kup for at befri slottet fra svenskerne. Dobbeltspillet blev afsløret; han blev fængslet, tortureret og omsider levende radbrukket på Svingelen i Helsingør, den 18. juli 1659, uden at have afsløret sine medsammensvorne. Efter fredsslutningen beordrede kongen hans parterede og stejlede lig nedtaget og begravet på kristen vis på Sankt Hans Kirkegård ved klosteret i samme by.
Ingen af Steenwinckels bygningsværker er bevaret, og han synes at have blevet tildelt en mindre rolle i byggearbejdet end sine berømte slægtninge, muligvis som følge af færre opgaver i en situation med stagnation på grund af krigshandlinger og en generel økonomisk afmatning.